# 正願寺 (岐阜県御嵩町)
正願寺（しょうがんじ）は岐阜県可児郡御嵩町中切にある十一面観世音菩薩を本尊とする臨済宗妙心寺派（龍泉派光國院下）の寺院。東海白寿三十三観音霊場24番札所。
延慶3年（1310年）に鈍庵和尚が開いたと伝わる。この時点では妙心寺が成立しておらず、別の宗派であったと考えられるが、子細は未詳である。本尊の十一面観世音菩薩ならびに胎内聖観音立像が御嵩町により文化財に指定されている。また、寺の入口にある鐘楼門は寛政6年（1794年）に建造されたものである。